# Crumia
Crumia es un género de foraminífero bentónico considerado un sinónimo posterior de Glabratellina de la familia Glabratellidae, de la superfamilia Glabratelloidea, del suborden Rotaliina y del orden Rotaliida. Su especie tipo era Crumia albida. Su rango cronoestratigráfico abarcaba el Holoceno.

## Clasificación
Crumia incluía a las siguientes especies:
- Crumia albida
- Crumia albionensis